# Kyle Swann
Kyle Swann (* 6. April 1990 in Kalifornien, USA) ist ein US-amerikanischer Schauspieler. Seine bekannteste Rolle ist die des Billy Loomer in Neds ultimativer Schulwahnsinn. Er hat außerdem in zwei Thrillern 2003 und 2006 sowie in einer Komödie 2002 mitgespielt. 

## Leben
Kyle Swann lebt seit 1999 in Südkalifornien. Er begann seine Schauspielkarriere in einem N*SYNC-Video und wurde bekannt durch seine Rolle als Billy Loomer in der Nickelodeon-Serie Neds ultimativer Schulwahnsinn, die er von 2004 bis 2007 spielte. Er wurde von Tobias Müller synchronisiert. Außerdem spielte er 2009 im Kurzfilm Wonderchild mit. Swann machte einen Abschluss in Meeresbiologie an der University of California in Santa Cruz. Er arbeitet als Produktionsassistent für das neuseeländische Fernsehproduktionsunternehmen NHNZ, das Naturfilme produziert. Er ist Mitglied der Reef-Check-Foundation.